# جیمز هاردن
جیمز ادوارد هاردن جونیور
(انگلیسی: James Edward Harden, Jr) متولد ۱۹۸۹ میلادی ملقب به آقای ریش در لس آنجلس، کالیفرنیا، بازیکن بسکتبال حرفه‌ای اهل ایالات متحده آمریکا است که در تیم لس آنجلس کلیپرز در لیگ ان بی ای بازی می‌کند.
او قبل از پیوستن به تیم تاندر در NBA، برای دانشگاه ایالتی آریزونا توپ می‌زد.
جیمز هاردن از قدرت حمل توپ بسیار بالایی برخوردار است و با زدن سه امتیازی با تکنیک استپ بک معروف است.
او در سال‌های اخیر پیشرفت فراوانی کرده‌است. از سال ۲۰۱۲ که بهترین یار ششم فصل شد تا ۲۰۱۸ که برنده جایزه MVP را کسب کرد. هاردن از مشاهیر بسکتبال NBA است از او به عنوان یکی از بهترین بازیکنان در پست شوتینگ گارد یاد می‌شود.

## زندگی‌نامه
جیمز هاردن در روز ۲۶ اوت ۱۹۸۹ در کالیفرنیا متولد شد. او کوچکترین فرزند از سه فرزند خانواده است.
هاردن پیرو دین مسیحیت است. او در مصاحبه ای مورد ایمان خود صحبت کرد و گفته‌است: «من همیشه خدا را به خاطر همه کارهایی که در زندگی من انجام داده شکر می‌کنم»
در ۳ اوت ۲۰۱۵، شرکت آدیداس یک قرارد داد همکاری به مدت ۱۳ سال و به ارزش ۲۰۰ میلیون دلار با هاردن امضا کرد.
جیمز هاردن بارها از علاقه خود به شهر هیوستون گفته‌است و زمانی که عضو تیم هیوستون راکتس بود پس از اینکه امتیاز مهمی کسب می‌کرد پیراهن خود را که نام هیوستون بر آن نوشته شده بود نشان می‌داد. او پس از نزدیک به ۹ سال فعالیت در تیم هیوستون راکتس در سال ۲۰۲۱ به تیم بروکلین نتس پیوست.

## آقای ریش
هاردن از ابتدای حضور خود در NBA، همواره با ریش بلند بوده‌است به گونه ای که بعدها به او لقب آقای ریش را دادند و ریش و ظاهر او تبدیل به نوعی نماد تجاری برای او شد به گونه ای که در آهنگ‌ها، تیشرت‌ها، آب نبات‌ها از ریش و چهره او استفاده شد. او در مصاحبه ای علت کوتاه نکردن ریش خود را در ابتدا تنبلی معرفی کرد.

## افتخارات
۶بار حضور متوالی در آل استار
۴بار حضور در تیم اول سال
۱بار برنده مرد سال بسکتبال MVP
۲ تریپل دبل با بالای ۶۰ امتیاز (رکورد تاریخ)
۵ تریپل دبل با بالای ۵۰ امتیاز (رکورد تاریخ)
تاکنون ۳۲ بازی پی در پی با بالای ۳۰ امتیاز و ۵ پاس گل (بزرگترین رکورد امتیازی در تاریخ بسکتبال NBA)
۲ بار شاهکار سال NBA
قهرمانی در المپیک لندن ۲۰۱۲
قهرمانی در جام جهانی بسکتبال در سال ۲۰۱۰
۴بار پیاپی کاندید جایزه MVP
۳بار در تیم دوم سال
۳بار امتیاز آورترین بازیکن سال
بهترین بازیکن دانشگاه
حضور در باشگاه ۹۰-۴۰-۵۰
امتیاز آورترین چپ دست تاریخ NBA